# Jan Chryzostom Pieniążek
Jan Chryzostom Pieniążek herbu Odrowąż (ur. ok. 1630 w Gorlicach, zm. 1712) – marszałek sejmu w Warszawie od 17 marca do 4 maja 1666, starosta oświęcimski od 1666, wojewoda sieradzki od 1683, marszałek Trybunału Głównego Koronnego w 1681 i 1688 roku, skarbnik przemyski w latach 1657–1665, pułkownik województwa krakowskiego w 1674 roku.
Od 1661 dziewiętnaście razy był posłem na sejm z województwa krakowskiego. Poseł sejmiku proszowickiego na sejm 1661 roku, sejm 1662 roku, sejm 1665 roku, sejm 1667 roku. Poseł sejmiku zatorskiego księstw oświęcimskiego i zatorskiego na sejm wiosenny 1666 roku. Poseł na sejm konwokacyjny 1668 roku z województwa krakowskiego. Poseł na sejm nadzwyczajny 1670 roku z księstw oświęcimskiego i zatorskiego. Poseł sejmiku zatorskiego na sejm koronacyjny 1676 roku, sejm 1677 roku, poseł sejmiku mielnickiego na sejm 1683, poseł na sejm 1678/1679 roku, sejm 1681 roku.
Podczas wojen ze Szwecją stał wiernie przy królu. Był członkiem konfederacji generalnej zawiązanej 15 stycznia 1674 roku na sejmie konwokacyjnym. Elektor Jana III Sobieskiego z księstwa oświęcimskiego i zatorskiego w 1674 roku. Poseł na sejm 1677 roku. W 1697 witał w Krakowie przybywającego na koronację Augusta II.
Był członkiem konfederacji warszawskiej 1704 roku.